# Wagon towarowy
Wagon towarowy – pojazd kolejowy przeznaczony do transportu ładunków i towarów. Wagon towarowy składa się z dwóch głównych części: podwozia oraz nadwozia. W skład podwozia wchodzi ostoja, czyli rama wagonu, która  z kolei oparta jest na kołach. Na ostoi oparte są układ hamulcowy i mechaniczny, zderzaki i urządzenie cięgłowe. Nadwozie ma budowę przystosowaną do rodzaju transportowanego ładunku. Według jednolitej klasyfikacji sporządzonej przez Międzynarodowy Związek Kolei (UIC) wagony towarowe kolei europejskich podzielone są na następujące rodzaje:

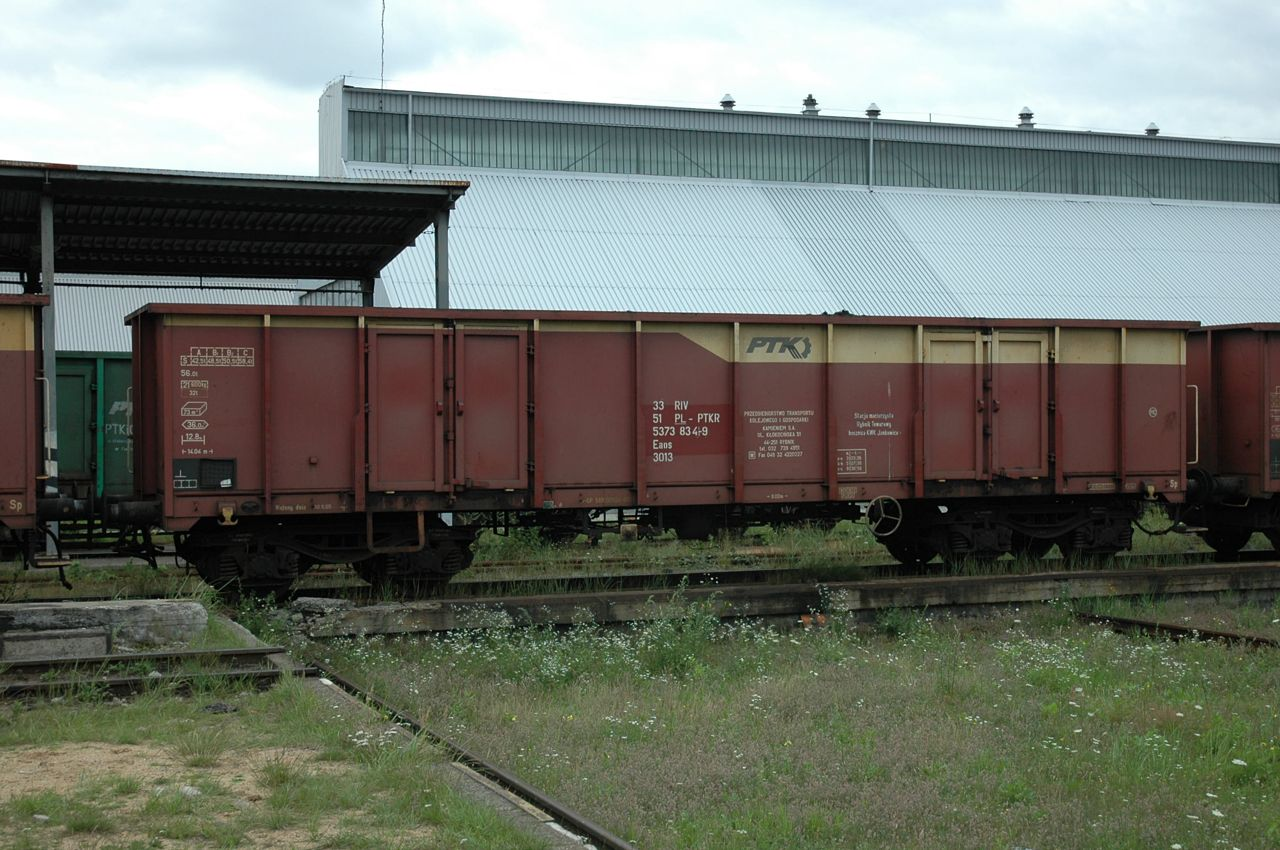
Węglarka budowy normalnej, oznaczenie Eaos

- Wagony węglarki typu normalnego (oznaczenie literowe E) – wagony z wysokimi ścianami i płaską podłogą, bez dachu, przeznaczone do przewozu materiałów sypkich (węgiel, rudy, tłuczeń), ziemiopłodów (buraki, ziemniaki), albo nielicznych towarów jednostkowych (drewno, części maszyn).

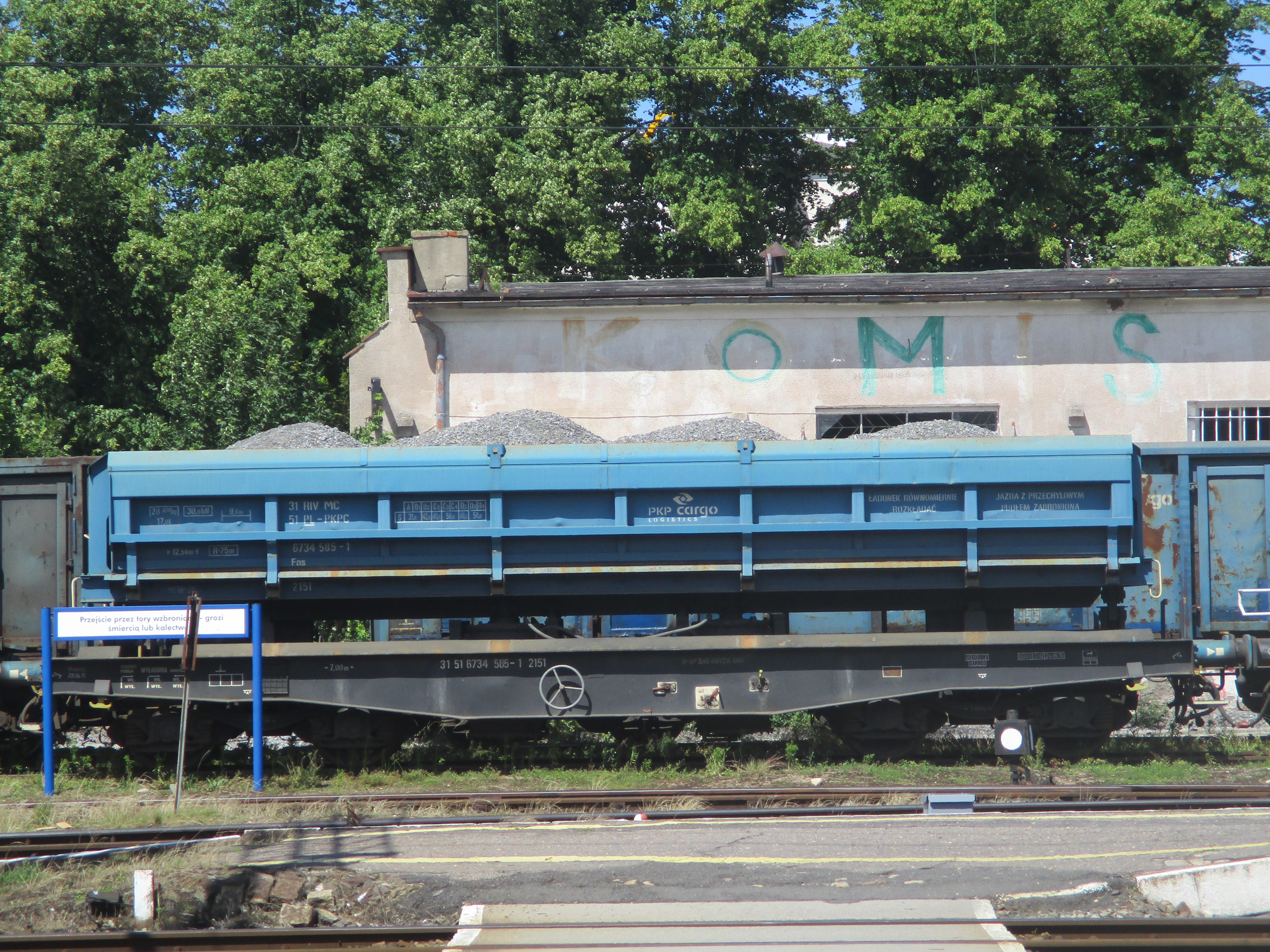
Węglarka budowy specjalnej, oznaczenie Fas

- Wagony węglarki typu specjalnego (oznaczenie literowe F) – wagony dostosowane do wyładunku grawitacyjnego, dzięki odpowiedniemu kształtowi nadwozia i zastosowaniu mechanizmów z urządzeniami zsypowymi.

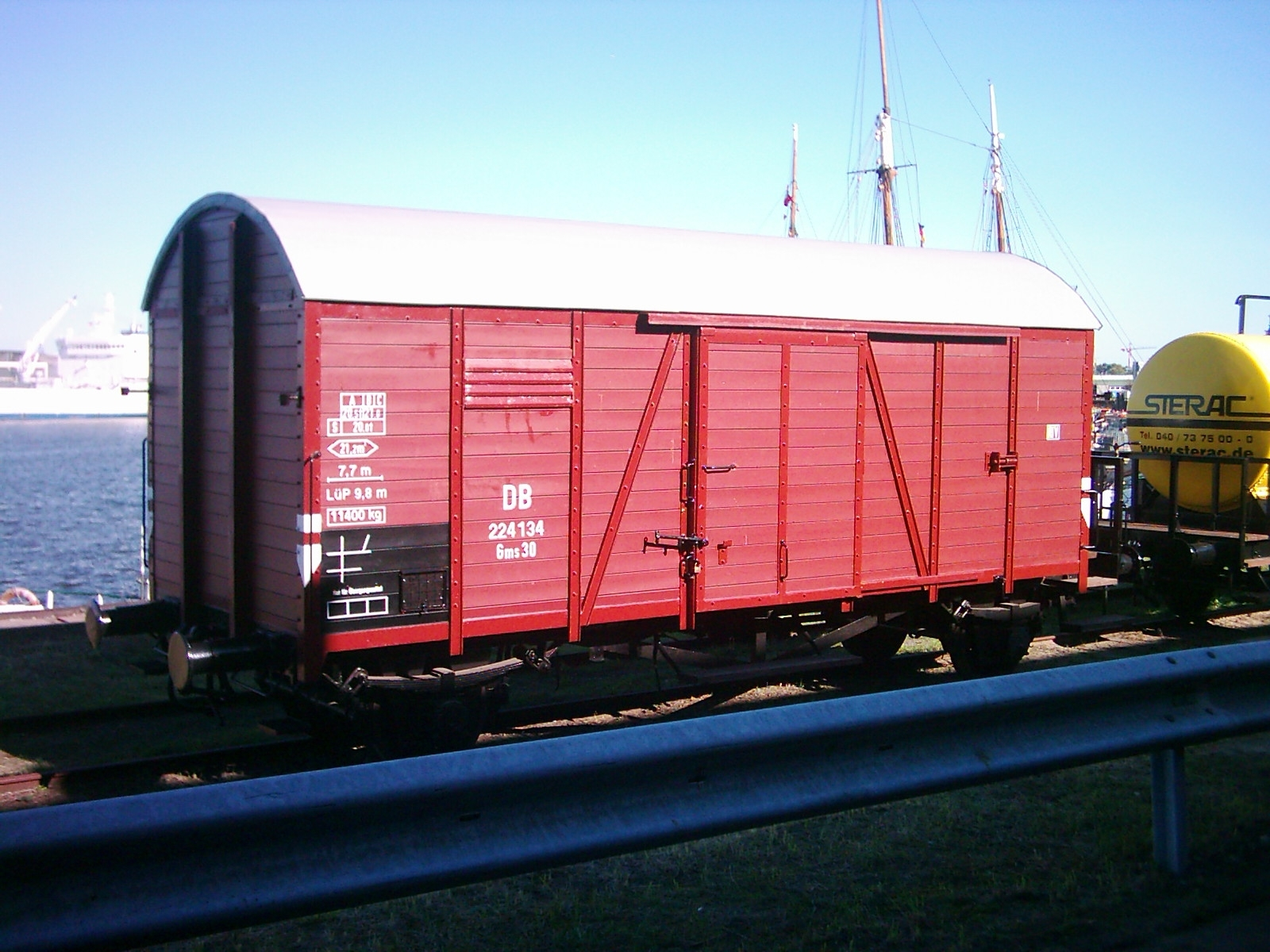
Wagon kryty budowy normalnej, oznaczenie Gms

- Wagony kryte typu normalnego (oznaczenie literowe G) – wagony mające nadwozie pokryte dachem, a pudło wyposażone w drzwi przeznaczone do załadunku i wyładunku towaru. Przeznaczone są do przewozu ładunków wrażliwych na opady atmosferyczne.
- Wagony kryte typu specjalnego (oznaczenie literowe H) – wagony kryte wyposażone w dodatkowe urządzenia ułatwiające załadunek i wyładunek (np. przesuwane ściany, półki) oraz wagony przystosowane do przewozu żywych zwierząt, albo owoców i warzyw.
- Wagony chłodnie (oznaczenie literowe I) – wagony wyposażone w izolację termiczną i szczelne nadwozie oraz urządzenia chłodzące, przeznaczone przede wszystkim do przewozu ładunków łatwopsujących.

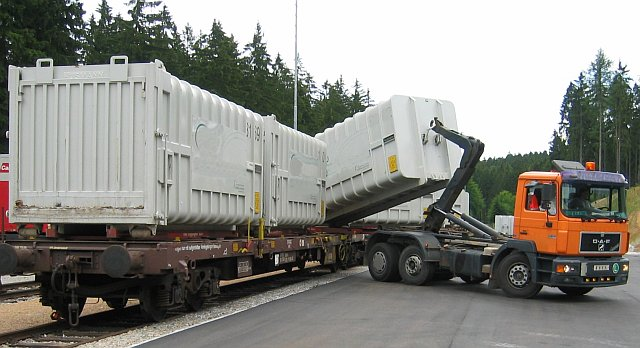
Załadunek towaru na platformę budowy specjalnej

- Wagony platformy typu normalnego 2- i 4-osiowe (oznaczenie literowe K i L, słownie sgs i spls) – wagony o dużej powierzchni ładunkowej przeznaczone do przewozu jednostek ładunkowych (kontenery, naczepy samochodowe lub całe samochody ciężarowe), albo rur, szyn kolejowych.
- Wagony – platformy typu specjalnego 2- i 4-osiowe (oznaczenie literowe odpowiednio R i S) – przeznaczone np. do przewozu samochodów.
- Wagony z przesuwanym dachem (oznaczenie literowe T) – wagony z odkładanym albo przesuwanym dachem umożliwiające załadunek z góry przy użyciu suwnicy. Przeznaczone do przewozu produktów hutniczych takich jak np. rulony blach.

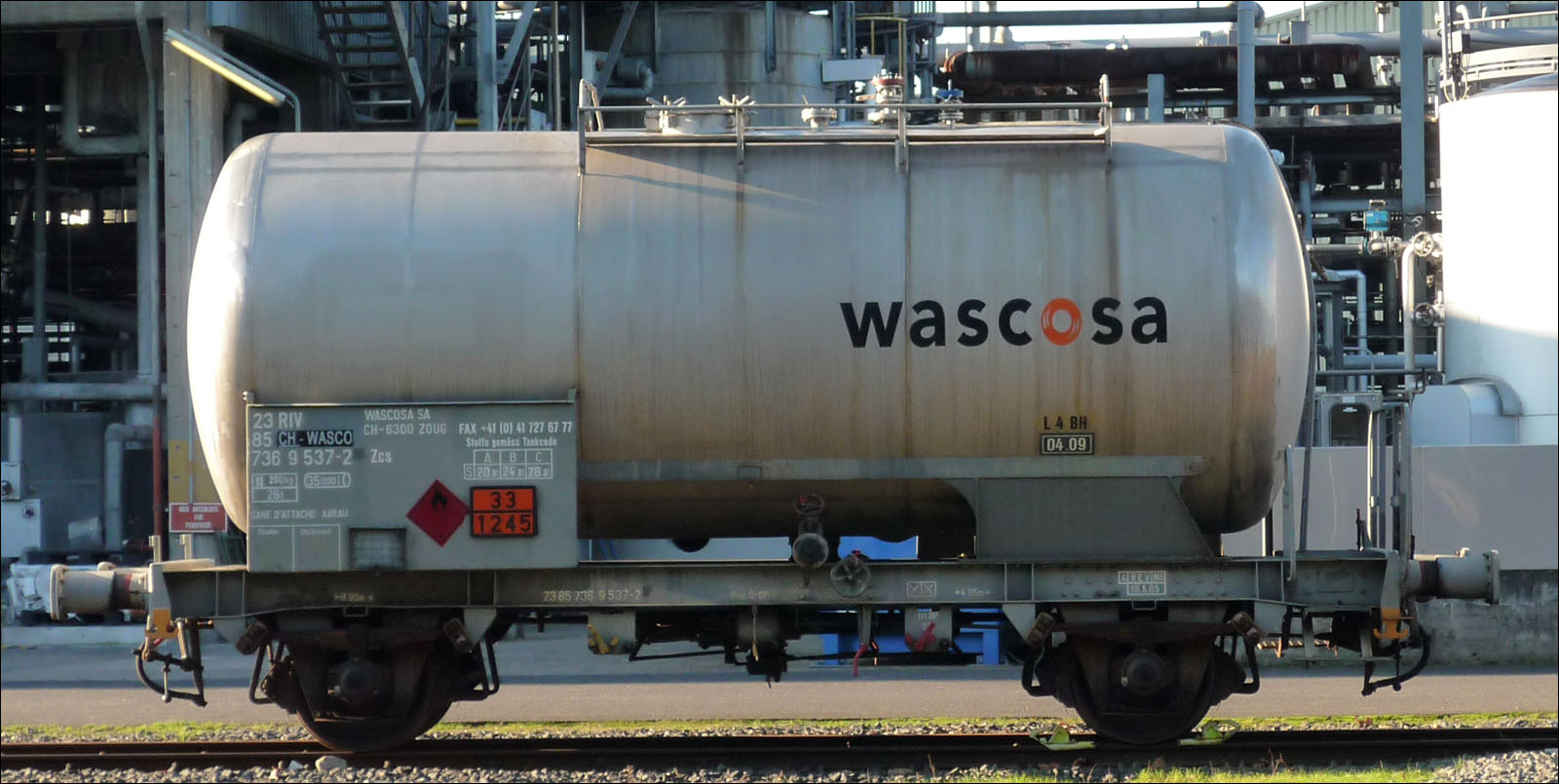
Wagon cysterna z tablicą RID

- Wagony cysterny (oznaczenie literowe Z) – przeznaczone do przewozów ładunków płynnych i gazowych.
- Wagony specjalne (oznaczenie literowe U) – wysokospecjalistyczne wagony, niemożliwe do zaklasyfikowania w pozostałych grupach.

## Identyfikator wagonu towarowego
Każdy wagon towarowy powinien posiadać identyfikator wagonu towarowego. Numer taki nanosi się na ścianie bocznej z lewej strony. Składa się on z dwunastocyfrowego numeru oraz oznaczeń literowych serii wagonu. Na identyfikator składają się:
- identyfikator literowy państwa rejestracji pojazdu kolejowego,
- identyfikator literowy dysponenta (VKM),
- europejski numer pojazdu (EVN),
- oznaczenie literowe charakterystyki technicznej pojazdu,
- literowe oznaczenie zdolności pojazdu do interoperacyjności[3].